# 贝兴
贝兴（德語：Berching，發音：[ˈbɛʁçɪŋ] ⓘ）是德国巴伐利亚州上普法尔茨行政区上普法尔茨地区诺伊马克特县的城市，面积131.18平方千米，2023年12月31日人口为9,063人。